# Stethojulis interrupta
Stethojulis interrupta là một loài cá biển thuộc chi Stethojulis trong họ Cá bàng chài. Loài này được mô tả lần đầu tiên vào năm 1851.

## Từ nguyên
Từ định danh của loài trong tiếng Latinh có nghĩa là "bị gián đoạn", hàm ý đề cập đến thân trên và dưới của cá đực được chia tách bởi một đường sọc màu xanh lam sáng chỉ kéo dài ở thân sau.

## Phạm vi phân bố và môi trường sống
S. interrupta có phạm vi phân bố rộng khắp Ấn Độ Dương - Thái Bình Dương. Loài này được ghi nhận từ Biển Đỏ và vùng bờ biển Oman–Yemen trải dài về phía nam dọc theo bờ biển Đông Phi đến Nam Phi, bao gồm Madagascar và một vài các đảo quốc trong Ấn Độ Dương (Mauritius và Sri Lanka), phía nam Ấn Độ và Tây Úc; từ biển Andaman, S. interrupta xuất hiện ở hầu hết các vùng biển Đông Nam Á (trừ phần lớn Biển Đông) và Papua New Guinea; phía đông giới hạn đến quần đảo Solomon; về phía nam tới bờ biển Đông Úc (bao gồm rạn san hô Elizabeth và rạn san hô Middleton ngoài khơi).
Loài chị em gần với S. interrupta, Stethojulis terina, có phạm vi phân bố từ vùng bờ Biển Đông thuộc Việt Nam ngược lên phía bắc đến Trung Quốc và Nhật Bản.
Loài này sống gần các rạn san hô ở vùng biển gần bờ và ngoài khơi có độ sâu đến 45 m.

## Mô tả
S. interrupta có chiều dài cơ thể tối đa được ghi nhận là 13 cm. Chúng là một loài dị hình giới tính và lưỡng tính tiền nữ.
Cá con có màu trắng ở thân dưới, thân trên màu nâu vàng hoặc màu vàng lục với một dải sọc đen chạy dọc chiều dài cơ thể. Cá cái có nhiều kiểu màu (màu hồng; lục xám; hoặc nâu lục) nhưng thường có mõm màu vàng và lốm đốm các chấm đen; không có một đường sọc đen viền trắng trên gốc vây ngực rõ rệt như S. terina.
Cá đực của S. interrupta và S. terina có màu ô liu xám hoặc xanh lục và đều có 5 đường sọc màu xanh lam sáng: hai sọc trên đầu băng qua rìa trên và dưới của mắt; một đường sọc dọc theo gốc vây lưng; một đường sọc ở giữa thân sau (chỉ dài khoảng một nửa chiều dài cơ thể, là sọc giúp phân biệt với các loài Stethojulis có cùng kiểu sọc); một sọc rất ngắn dưới gốc vây ngực (ngắn hơn Stethojulis strigiventer). Cá đực của S. interrupta không có vệt đen mờ ở mỗi bên cuống đuôi như S. terina. Một đốm màu cam sáng trên gốc vây ngực.
Số gai ở vây lưng: 9; Số tia vây ở vây lưng: 11; Số gai ở vây hậu môn: 3; Số tia vây ở vây hậu môn: 11; Số tia vây ở vây ngực: 12–13; Số gai ở vây bụng: 1; Số tia vây ở vây bụng: 5; Số vảy đường bên: 25; Số lược mang: 19–23.

## Hành vi và tập tính
Thức ăn của S. interrupta chủ yếu là các loài thủy sinh không xương sống nhỏ như động vật giáp xác và động vật thân mềm. Loài này thường bơi theo từng nhóm nhỏ, và được ghi nhận là sinh sản theo nhóm.
Loài này được đánh bắt trong ngành thương mại cá cảnh.